# The Vines
The Vines – australijska postpunkowa grupa muzyczna, założona z inicjatywy Craiga Nichollsa i Patricka Matthewsa w 1994 roku w Sydney.

## Muzycy

### Obecni członkowie
- Craig Nicholls - gitara, śpiew; urodzony 31 sierpnia 1977
- Brad Heald - gitara basowa
- Ryan Griffiths - gitara elektryczna i akustyczna; urodzony 14 lutego 1978
- Hamish Rosser - perkusja; urodzony 16 maja 1974

### Byli członkowie
- Patrick Matthews - gitara basowa, wokal; urodzony 29 listopada 1975
- David Oliffe - perkusja

## Dyskografia

### Albumy studyjne
- Highly Evolved (14 lipca 2002)
- Winning Days (21 marca 2004)
- Vision Valley (1 kwietnia 2006)
- Melodia (12 lipca 2008)
- Future Primitive (3 czerwca 2011)
- Wicked Nature (2 września 2014)
- In Miracle Land (2018)

### Kompilacje
- The Best Of The Vines (2008)